# Kelvin Davis (football)
Pour les articles homonymes, voir Kelvin Davis.
Kelvin Geoffrey Davis, né le 29 septembre 1976 à Bedford, est un footballeur anglais qui évoluait au poste de gardien de but.

## Biographie
Le 28 juillet 2011, il prolonge son contrat à Southampton jusqu'en 2014. En juin 2016, Davis met un terme à sa carrière sportive.
En juillet 2016, Davis intègre le staff technique de Southampton. Après l'éviction de Mark Hughes le 3 décembre 2018, il devient entraîneur intérimaire dans l'attente de la prise de fonction du successeur de Hughes, Ralph Hasenhüttl, prévue trois jours plus tard.

## Palmarès

### En club
- Southampton FC
  - Vainqueur du Football League Trophy en 2010
  - Vice-champion d'Angleterre de D3 en 2011
  - Vice-champion d'Angleterre de D2 en 2012.

### Distinctions personnelles
- Membre de l'équipe-type de D3 anglaise en 2010 et 2011.
- Membre de l'équipe-type de D2 anglaise en 2012.